# Flora Sanhueza
Flora Sanhueza Rebolledo (España, 1911 - Cobquecura, Ñuble., 18 de septiembre de 1974) fue una anarquista chilena, nacida en España, que formó la Escuela Libertaria Luisa Michel.

## Vida
Flora Sanhueza Rebolledo nació en el año 1911 en el seno de una familia que abrazaba el pensamiento libertario. Llegó a Chile desde España a la edad de siete años. Ella y su familia se instalaron en Iquique, más específicamente en Pisagua. Es aquí, en este retirado lugar del norte de Chile, donde se comienza a forjar la personalidad dulce, decidida, con convicción e ideales de emancipación social que posteriormente llevarían a Flora por la senda del anarquismo.

## Escuela libertaria
De vuelta en Chile, en 1947, durante el gobierno de Gabriel González Videla y la persecución de anarquistas y comunistas, creó el ateneo Luisa Michel, inspirado por los ateneos libertarios de principios de siglo. El ateneo estaba dirigido a trabajadoras tejedoras de red.
En los primeros cuatro años, el ateneo libertario funcionó como un centro para el desarrollo cultural de estas trabajadoras, prácticamente en la clandestinidad. En 1953, se convirtió en una escuela que acogía a los hijos de las mujeres trabajadoras, pasando a denominarse Escuela Libertaria Luisa Michel. Llegó a contar con más de setenta estudiantes. La escuela dejó de funcionar en 1957.
Flora Sanhueza era tía de Williams Miller Sanhueza, detenido desaparecido desde el año 1973.

## Arresto y fallecimiento
Tras el Golpe de Estado de 1973 fue arrestada y torturada. Luego fue puesta en arresto domiciliario, falleciendo el 18 de septiembre de 1974 a causa de las torturas sufridas.